# Tarn Taran

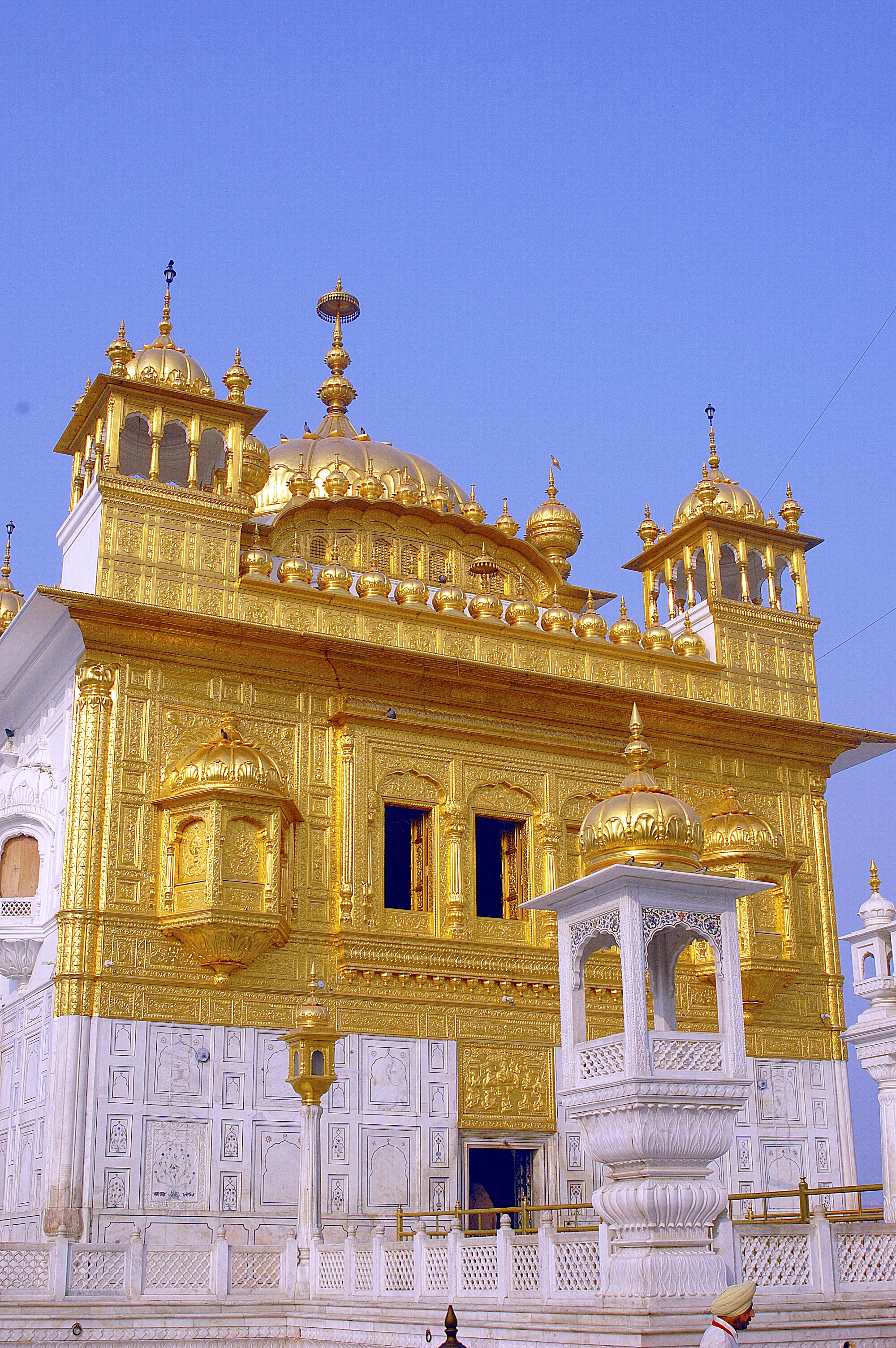
Gurdwara Sri Tarn Taran Sahib, Panjab, Índia.

Tarn Taran o Tarn Taran Sahib és una ciutat i municipi del Panjab (Índia), capital del districte de Tarn Taran. Consta al cens del 2001 amb una població de 55.587 habitants. La ciutat té diversos gurudwares o temples sikhs destacant les de Sri Tarn Taran Sahib, Guru Ka Khuh (Gurdwara del Pou del Guru), Bibi Bhani Da Khuh, Gurdwara Takkar Sāhib, Lakeer Sāhib, Jhūlnā Mahal i Thattī Khārā.
El 1947 al temps de la partició, Tarn Taran fou l'únic tehsil que va donar majoria de població sikh. Tarn Taran fou el centre de la insurgència sikh entre 1983 i 1992 i els rebels la consideraven la capital del Khalistan. El 2006 es va constituir el districte però el seu desenvolupament ha estat molt lent.